# Посёлок карьероуправления
Посёлок карьероуправления — посёлок сельского типа в Можайском районе Московской области в составе сельского поселения Дровнинское. В посёлке числится 1 садовое товарищество. До 2006 года посёлок карьероуправления входил в состав Дровнинского сельского округа.
Посёлок расположен на западе района, примерно в 13 км к западу от Уваровки (19,5 км по шоссе), высота центра над уровнем моря 250 м. Ближайшие населённые пункты — Сычики на западе, Дьяково на юге и Новые Сычики — на юго-востоке. У юго-западной окраины посёлка находится железнодорожная платформа Дровнино Белорусского направления МЖД.

## Население
| 2002 | 2006 | 2010 |
| ---- | ---- | ---- |
| 532  | ↗553 | ↘507 |